# لاسلو سابو (لاعب كرة يد)
لاسلو سابو (بالمجرية: Szabó László)‏ (21 سبتمبر 1955 في المجر - 29 نوفمبر 2017 في المجر) هو لاعب كرة يد مجري. شارك في الألعاب الأولمبية الصيفية 1988 والألعاب الأولمبية الصيفية 1980.

## وصلات خارجية
- لازلو زابو على موقع أوليمبيديا (الإنجليزية)